# Битва під Сере
Битва при Сере (фр. Céret) - бойове зіткнення, що відбулося 20 квітня 1793, в якому іспанська армія під командуванням Антоніо Рікардоса вступила в бій із французькою армією під командуванням Готьє Кервегена, що намагалася зупинити наступ іспанців на Перпіньян під час війни в Руссільйоні або Піренейської кампанії Війни першої коаліції. Зрештою перемога дісталася іспанцям.

## Передумови
17 квітня 1793 року Королівство Іспанії оголосило війну Першій французькій республіці у відповідь на страту Людовіка XVI та його дружини Марії-Антуанетти Австрійської. Іспанська армія під командуванням генерала Антоніо Рікардоса вторглася в Руссільйон з Сен-Лоран-де-Сердан з 25-тисячним військом та сотнею гармат, зайнявши слабо захищене місто Арль-сюр-Тек і просуваючись до Перпіньяна через долину річки Тек.

## Бойовий лад
Кервеген під командуванням генерала Матьє Ля Ульєра розділив французькі війська на дві групи, перша з яких влаштувала засідку між оливковими деревами ліворуч від дороги та горою, а друга з артилерією розташувалася між Сере та мостом через який проходив шлях. Натомість Антоніо Рікардос розташував свої війська в три лінії: перша з двома полками та трьома ротами, якою командував він сам, друга у складі чотирьох рот та третя, що складалася із двох полків.

## Перебіг битви
Рікардос розпочав битву з атаки лівим флангом легкої піхоти добровольців з Каталонії та Таррагони. На стрілецький вогонь атакуючих відповіли власним французи, що розташувалися в оливкових гаях. Крім того, для відбиття наступу іспанців вони також задіяли дві гармати, що були встановлені перед мостом. Потім Луїс Фірмін де Карвахаль, граф де ла Уніон, наказав захопити дві гармати, що стояли на шляху в Арль-сюр-Тек, змусивши французів тікати. Іспанцям вдалося захопити ці гармати разщм іш тими, що стояли біля мосту. Приголомшені французи, які стали мішенню для іспанської артилерії, врятувалися втечею в Ле-Булу.

## Наслідки битви
Ця битва дозволила іспанцями взяти під свій контроль долину річки Тек та просуватися далі в напрямку Перпіньяна, а також стала причиною самогубства генерала Матьє Ла Ульєра, який не зміг витримати приниження від поразки. Крім того, французька армія Піренеїв розділилася на дві частини: командування якими взяли на себе генерали Луї-Шарль де Флер та Жозеф Серван.